# COVID-19 во Франции
Первый случай заражения COVID-19 во Франции был зафиксирован 24 января 2020 года в Бордо. Это был первый случай заражения COVID-19 в Европе. Заражённым стал 48-летний гражданин Франции, прибывший из Китая. К концу того же дня было подтверждено ещё два случая заражения, все из заболевших недавно вернулись из Китая.
Первым погибшим от COVID-19 во Франции и в Европе в целом стал китайский турист, госпитализированный в Париже 28 января и умерший 14 февраля. Он также стал первым погибшим от COVID-19 за пределами Азии.
По данным Университета Джонса Хопкинса во Франции было зарегистрировано[когда?] 39 866 718 подтверждённых заболевших COVID-19, из которых умерло 166 176 человек.
12 марта 2020 года президент Франции Эмманюэль Макрон выступил на телевидении, объявив о закрытии всех школ и университетов с 16 марта до дальнейшего уведомления. На следующий день премьер-министр Франции Эдуар Филипп объявил о запрете собраний граждан числом более 100 человек за исключением общественного транспорта. Ещё через день премьер-министр объявил о закрытии всех ресторанов, кафе, кинотеатров, дискотек и многих магазинов.
16 марта президент Эмманюэль Макрон в обращении к нации объявил о введении «жёсткого карантина», предусматривающего запрет выхода из дома без необходимости, запрет любых массовых собраний и ограничения перемещений людей внутри страны. Было также принятие решения о переносе второго тура муниципальных выборов во Франции и о приостановлении всех проводимых в стране реформ, в том числе пенсионной. Кроме того, французские власти приняли решение не взимать с людей плату за коммунальные услуги с 17 марта 2020 года.
27 марта премьер-министр Эдуар Филипп объявил о продлении общенационального карантина до 15 апреля.
8 апреля Эмманюэль Макрон объявил, что после 15 апреля карантин снят не будет.
В феврале 2022 года было снято требование обязательного тестирования на COVID-19 для въезда в страну, дети до 12 лет освобождались от обязательной вакцинации.

## Хронология распространения
24 января 2020 года в Бордо был выявлен первый случай заболевания COVID-19 во Франции и во всей Европе. Заражённым стал 48-летний гражданин Франции, прибывший из Китая 22 января. Он был госпитализирован в Университетский госпиталь Бордо. После положительного теста на COVID-19 пациент был изолирован. Власти начали расследование с целью нахождения людей, с которым контактировал заболевший пациент.
К концу дня 24 января было подтверждено ещё два случая заболевания в Париже, все заболевшие недавно вернулись из Китая. Заболевшими оказались 31-летний мужчина и его 30-летняя партнёрша, прибывшие из Китая 18 января. Они были госпитализрованы в больницу Биша — Клода Бернара в Париже.
28 января положительный тест на COVID-19 был выявлен у 80-летнего китайского туриста из провинции Хубэй. Его госпитализировали в больницу Биша — Клода Бернара в Париже. 29 января положительный тест на COVID-19 был выявлен у его 50-летней дочери, после чего её изолировали в той же больнице. 14 февраля 80-летний китайский турист умер в больнице Биша — Клода Бернара, став первым зарегистрированным умершим от COVID-19 в Европе.
К 14 апреля число подтверждённых случаев заболевания COVID-19 во Франции превысил отметку в 100 тысяч, а число смертей превысило 15 тысяч.
В 2020 году появилась информация о возможном появлении коронавируса во Франции ещё в декабре 2019 года.

### Январь 2022
4 января 2022 года учёными Института инфекционных заболеваний Марселя выявлен новый штамм коронавируса, получивший обозначение B.1.640.2. Штамм выявлен в ноябре 2021 года. Предположительно, возник в Камеруне. Новый штамм выявлен у 12 человек на юго-востоке Франции.

## Отменённые мероприятия
29 февраля был отменён запланированный на 1 марта полумарафон в Париже, в котором должны были принять участие 44 тысячи человек. Организаторы уточнили, что полумарафон будет проведён позднее, но конкретную дату назвать затруднились.
13 марта Профессиональная футбольная лига Франции объявила о приостановке проведения Лиги 1 и Лиги 2 (двух высших дивизионов чемпионата Франции по футболу) на неопределённый срок из-за риска распространения COVID-19.

## Закрытие культурных учреждений
14 марта во Франции закрылись многие культурные учреждения. Так, для посещения были закрыты Лувр, Центр Помпиду, Эйфелева башня, музей Орсе, Версальский дворец, музей современного искусства «Замок Монсоро», музей современного искусства в Бордо и музей цивилизаций Европы и Средиземноморья в Марселе.

## Правительственные меры

### Декабрь 2021
Стали доступны в открытой продаже тесты для самостоятельной проверки на наличие либо отсутствие коронавирусной инфекции.

Срок ревакцинации установлен в 3 месяца. 

QR коды выдаются только прошедшим вакцинацию.

Обязательно ношение масок.

На массовых мероприятиях вправе присутствовать в помещениях — не более 2 000 человек, на улице — не более 5 000 человек.

На должностях, на которых возможна удалённая работа, перевод работников на удалённую работу обязателен.

## Вакцинация
На 29 декабря 2021 года не вакцинировано 5 млн человек.
По состоянию на март 2022 года во Франции вакцинировано от COVID-19 было 83,77 % населения (54 661 238 человек получили, как минимум, одну дозу вакцины).

## Анализ причин и последствий
Пандемия COVID-19 выявила структурные проблемы французской системы здравоохранения, включая высокий уровень бюрократии, плохую систему профилактики и неэффективную координацию между разными структурами. Неэффективная работа систем профилактики и первичной помощи объясняет быстрое распространение COVID-19 среди французского населения во время первой волны. Отсутствие координации между домами престарелых, больницами и поставщиками первичной помощи способствовало высокому уровню смертности в домах престарелых. Высокий уровень бюрократии (включая медленное внедрение систем тестирования) также препятствовал эффективному противодействию COVID-19 во Франции. Французские политики вынуждены были проводить ограничительные меры с учётом как интересов здоровья населения, так и экономической и социальной безопасности.